# Belle Bennett
Belle Bennett (ur. 22 kwietnia 1891 w Milaca, zm. 4 listopada 1932
w Los Angeles) – amerykańska aktorka filmowa.

## Filmografia
- 1929: Żelazna maska